# NGC 2404
NGC 2404 est un amas ouvert associé à une nébuleuse en émission située dans la constellation de la Girafe. NGC 2404 est situé dans la galaxie NGC 2403 et non dans la Voie lactée et c'est également une région d'hydrogène ionisé (région HII). NGC 2404 a été découvert par l'astronome français Guillaume Bigourdan en 1886.